# Urota (televizijska serija)
"Urota" je hrvatska kriminalistička serija autora Romana Majetića. 

## Glumačka postava

### Glavna glumačka postava
| Glumac/glumica       | Lik                            |
| -------------------- | ------------------------------ |
| Robert Kurbaša       | Tomislav Vojković              |
| Jelena Veljača       | Dijana Supilo                  |
| Zijad Gračić         | Premijer RH                    |
| Ksenija Pajić        | Ministrica vanjskih poslova RH |
| Božidar Orešković    | Ministar unutarnjih poslova    |
| Duško Valentić       | Predsjednik RH                 |
| Dušan Bućan          | Kesić                          |
| Aleksandar Srećković | Miroslav Lazarević             |
| Slaven Knezović      | Ferenčak                       |
| Branislav Tomašević  | Igor Trifunović                |
| Lena Bogdanović      | Jana Carić                     |
| Petar Ćiritović      | Boris Marić                    |